# Антикоммунизм

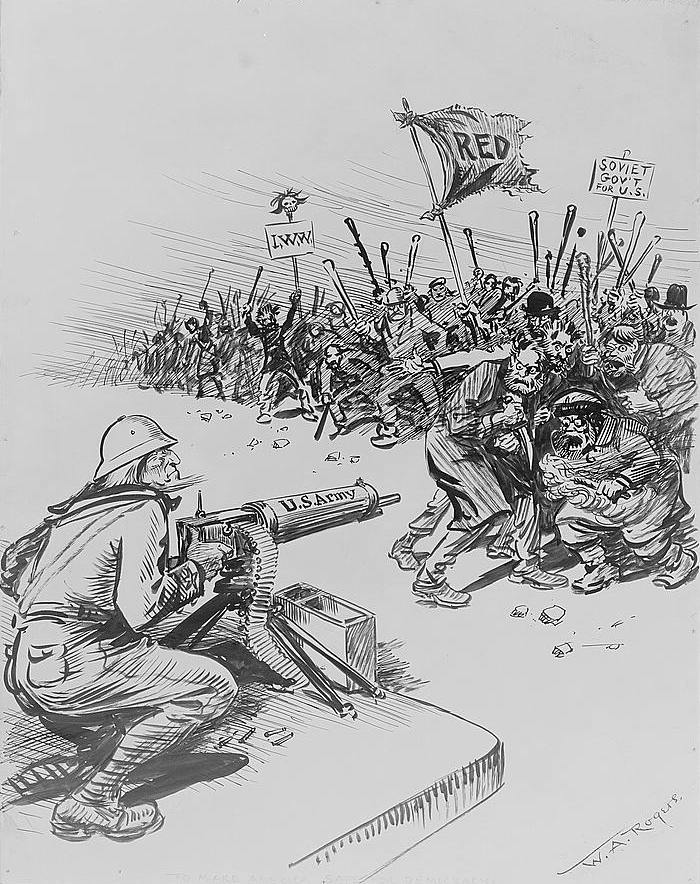
Пулемётчик армии США сдерживает орды «красных»
(Нью-Йорк Геральд, 1919)

Антикоммуни́зм — идеология общей враждебности в отношении коммунистических идей, идеологии, политических течений, а также продвигающих их конкретных политических институтов. Нечёткие границы определения антикоммунизма проявляются в многочисленных ассоциированных терминах: антисоветизм, антисоциализм, антимарксизм, иногда «контрреволюционность». В ходе истории многие группы белого террора преследовали, нападали и убивали коммунистов, предполагаемых коммунистов и сторонников коммунистов в рамках своих контрреволюционных и антикоммунистических программ. Историк Кристиан Герлах писал, что "когда обе стороны участвовали в терроре, «красный» террор обычно бледнел по сравнению с «белым», приводя в пример разгром Парижской коммуны, ужасы гражданской войны в Испании и индонезийские массовые беспорядки и убийства 1965-66 годов.

## Идеологии, содержащие антикоммунизм

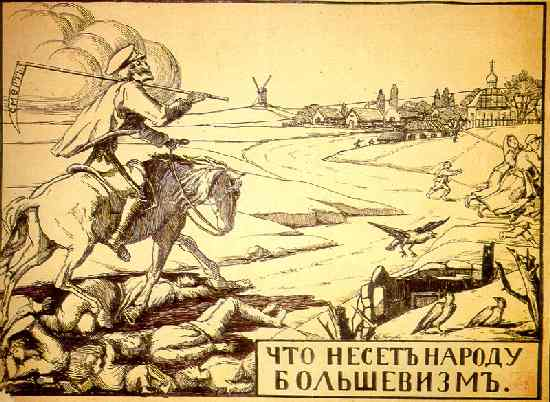
Что несёт народу большевизм.
Белогвардейский плакат

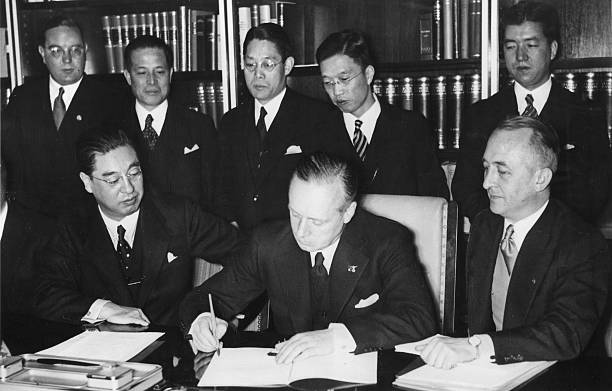
Подписание «Антикоминтерновского пакта» представителями гитлеровской Германии и Японии. 25 ноября 1936

Среди направлений, придерживавшихся антикоммунистической идеологии, риторики или практики, в XX веке были:
- Консерватизм
- Либерализм
- Неоконсерватизм («рейганизм») как идеология и движение «капиталистической революции» 1980-х годов рассматривал режимы правления коммунистических партий в качестве главного врага. Администрация Рональда Рейгана резко ужесточила политику в отношении СССР и его союзников, развернула массированную антикоммунистическую пропаганду, заключила альянсы с политическим исламом, ультраправыми силами и партизанскими движениями («доктрина Рейгана»).

Первые штрихи программы, получившей позднее название «доктрина Рейгана», были изложены в феврале 1985 года в президентском послании Конгрессу США «О положении в стране»:

Мы не должны потерять веру тех, кто рискует жизнью на всех континентах от Афганистана до Никарагуа, бросая вызов советской агрессии и обеспечивая сохранение свобод, принадлежащих нам с рождения. Поддержка борцов за свободу является самообороной.
Неоконсервативный антикоммунизм отличался особой энергией и жёсткостью противостояния. Коммунизму противопоставлялась концепция «консервативного прогресса» — экономический неолиберализм, буржуазная социальная модернизация, культурный популизм. Видными фигурами неоконсервативной волны были такие известные антикоммунисты, как Рональд Рейган, Маргарет Тэтчер, Франц Йозеф Штраус, Ясухиро Накасонэ, Аминторе Фанфани, Брайан Малруни, Малколм Фрейзер, Роберт Малдун.
- Национализм разных стран и направлений, часто также сталкивавшийся с коммунистами в ходе гражданских войн (Горянское движение в Болгарии, китайский Гоминьдан времён Чан Кайши, режим Франсиско Франко в Испании).

Особо выраженным антикоммунизмом отличалось украинское националистическое движение, возглавляемое Степаном Бандерой. Организация украинских националистов не только вела силами Украинской повстанческой армии вооружённую борьбу против СССР, но и взяла на себя международную координирующую функцию. Ярослав Стецько и его жена Ярослава стояли во главе Антибольшевистского блока народов.
- Фашизм и национал-социализм, видевший врага как в коммунистах внутри страны, так и в режиме СССР и Коминтерне (гитлеровская коалиция была скреплена договором, известным как Антикоминтерновский пакт). Национал-социалистические лидеры в своей пропаганде отождествляли коммунистическое движение с еврейством (жидобольшевизм). Так Йозеф Геббельс в 1936 г. заявлял: «то, что зовётся большевизмом, не имеет ничего общего с тем, что мы подразумеваем под „идеями“ и „мировоззрением“ в целом. Это не что иное, как патологический и преступный вид безумия, разработанный евреями, что можно легко доказать, и ведомый теми же евреями, которые стремятся уничтожить цивилизованные народы Европы и установить международный еврейский мировой режим, который подчинит все народы их власти»[3].
- Фалангизм — специфический испанский вариант фашизма. Сложился из ультранационалистического традиционализма (Хосе Антонио Примо де Ривера) и радикального национал-синдикализма (Рамиро Ледесма Рамос). Фалангизм не следует путать с консервативно-милитаристским и клерикальным франкизмом; это гораздо более радикальное и популистское движение. Идеологические особенности создаются акцентами испанского менталитета. Несмотря на изначальное присутствие левых синдикалистских элементов и даже некоторые симпатии Ледесмы Рамоса к Советской России, испанская фаланга стояла на позициях крайнего антикоммунизма.
- Гарсиамесизм — военно-криминальное правление в Боливии начала 1980-х годов. Основывался на альянсе военной хунты с гражданскими ультраправыми организациями и криминальными структурами. Президент Гарсиа Меса называл искоренение марксизма и коммунизма первоочередной задачей своего режима.
- Некоторые течения анархизма, особенно анархо-синдикализм и анархо-капитализм. При этом большинство анархистов положительно относятся к абстрактным коммунистическим идеям, но практически всегда враждебны политическим методам коммунистических партий и существовавшим в XX веке государствам «реального социализма».

Российские анархисты активно участвовали в антибольшевистском сопротивлении, особенно в махновском движении и Кронштадтском восстании. 25 сентября 1919 года московская анархистская группа совершила крупный антибольшевистский теракт — взрыв в Леонтьевском переулке.
Итальянские анархисты 1960—1970-х гг. нередко оказывались восприимчивы к неофашистской пропаганде и сотрудничали с неофашистами на антилиберальной и антикоммунистической платформе.
- Праворадикальный солидаризм совмещает идеологические принципы раннего фашизма, фалангизма, христианской демократии (преимущественно в католической версии) и анархо-синдикализма. Солидаристские концепции базируются на корпоративизме и отчасти синдикализме. Антикоммунизм традиционно занимает важное место в солидаристской идеологии.

Первые проявления солидаризма как праворадикального течения связаны с именем германского политика Эдуарда Штадлера и с его Антибольшевистской лигой 1919 года. Марксизму и коммунизму Штадлер противопоставлял популистский «немецкий социализм». Сходные идеи проповедовали идеологи «австрофашизма» и австрийского «христианского корпоративизма».
Многие из этих идейных элементов были заимствованы итальянским фашизмом, затем неофашизмом. Во Франции солидаристские идеи доминировали в Народной партии (ППФ) Жака Дорио второй половины 1930-х, в «неосоциалистических» организациях, а ныне в Национальном фронте и «Националистической революционной молодёжи». В Испании они характерны для фалангизма и национал-синдикализма. В Латинской Америке ярким проявление солидаристской идеологии наблюдались в аргентинском режиме Хуана Доминго Перона, его хустисиалистской партии и ультраправой террористической группировке Антикоммунистический альянс Аргентины. Подобные идеи исповедовал режим генерала Луиса Гарсиа Месы в Боливии 1980—1981 гг. В англосаксонских странах солидаризм распространён в меньшей степени, однако заметен среди американских ультраправых и «демократических лейбористов» Австралии. Все эти силы склонны к популизму и корпоративному коллективизму; все они характеризуются крайним антикоммунизмом.
Российский вариант солидаризма представлен прежде всего Народно-трудовым союзом и в особенности его ответвлением НТС(оск). Солидаристские идеологические мотивы характерны для правонационалистических сил Украины, особенно непосредственно происходящих из ОУН. Они также проявлялись в восточноевропейском антикоммунистическом сопротивлении 1940—1950-х и в антикоммунистических партизанских движениях времён «холодной войны».
- Социализм XXI века, демократический, рыночный и либеральный социализм, реформизм и прогрессивизм.
- Социал-демократия противопоставила идеологии большевизма и сталинизма демократические традиции европейского рабочего движения. Председатель СДП Германии Курт Шумахер[6] (участник антинацистского сопротивления) называл коммунизм «всемирной реакцией». Во Франкфуртской декларации Социалистического интернационала жёсткое правление коммунистических партий считается несовместимым с критическим духом марксизма[7].

В январе 1919 года СДПГ остановила просоветский «спартаковский мятеж», социал-демократ Густав Носке руководил его подавлением. В межвоенной Франции последовательно антикоммунистическую позицию занимали неосоциалисты во главе с Марселем Деа и Адриеном Марке. Радикальные сторонники Юзефа Пилсудского из варшавской организации Польской соцпартии во главе с Раймундом Яворовским создали «рабочую милицию», осуществлявшую силовые акции против компартии.
В Латинской Америке жёстко антикоммунистическую политику проводил на рубеже 1950—1960-х годов социал-реформистский президент Венесуэлы Ромуло Бетанкур. Правосоциалистических взглядов «с восточноазиатской спецификой» придерживался южнокорейский диктатор Пак Чжон Хи.
В российском антибольшевистском сопротивлении активно участвовали партии эсеров (Борис Савинков, Николай Авксентьев, Виктор Чернов) и меньшевиков. Социал-демократической по сути была программа Союза трудового крестьянства, руководившего антикоммунистическим Тамбовским восстанием; его лидер Александр Антонов был активистом эсеровской организации. Сходные позиции занимали участники Кронштадтского восстания против диктатуры РКП(б):

Товарищи и граждане! Наша страна переживает тяжёлый момент. Голод, холод, хозяйственная разруха держат нас в железных тисках вот уже три года. Коммунистическая партия, правящая страной, оторвалась от масс и оказалась не в состоянии вывести её из состояния общей разрухи. С теми волнениями, которые последнее время происходили в Петрограде и Москве и которые достаточно ярко указали на то, что партия потеряла доверие рабочих масс, она не считалась. Не считалась и с теми требованиями, которые предъявлялись рабочими. Она считает их происками контрреволюции. Она глубоко ошибается. Эти волнения, эти требования — голос всего народа, всех трудящихся.
В 1990—1991 годах Социал-демократическая партия России резко выступала против КПСС.
- Многие религии (в том числе Католической и Православной церкви, и особенно исламский фундаментализм). Начиная с энциклики Папы римского Бенедикта XV в 1920 году Bonum Sana[9], продолжая энцикликой Divini Redemptoris и рядом последующих официальных документов, издававшихся главами Святого Престола[10][11][12][13][14], коммунизм осуждался римскими папами за атеизм, стремление к разрушению социального порядка в обществе и подрыв основ христианской цивилизации. Видный деятель социального католицизма XX века, австралиец Бартоломью Сантамария был одновременно лидером австралийского антикоммунизма.

Антикоммунистическая тенденция католической социальной доктрины заложена в 1891 году энцикликой Папы Льва XIII Rerum Novarum и развита энцикликой Папы Пия XI Quadragesimo Anno в 1931 году. Папа Иоанн Павел II (понтификат 1978—2005 гг.) сыграл в восточноевропейском и мировом антикоммунистическом движении не только идейную, но и видную организационную роль (активная поддержка польской «Солидарности», взаимодействие с администрацией Рональда Рейгана).
В 1980-х на передний план антикоммунистического противостояния выдвинулся политический ислам — «моджахедизм», прежде всего в Афганистане. Антикоммунистические позиции занимала хомейнистская теократия в Иране, разгромившая марксистскую партию Туде.
Идеология антикоммунизма занимала важное место в Церкви Объединения южнокорейского проповедника Муна Сон Мёна.
- Сионизм не включает антикоммунизм как непременный идеологический элемент. Однако американо-израильский стратегический альянс, противостояние с союзными СССР арабскими режимами, нарастание государственного антисемитизма в СССР и восточноевропейских государствах (особенно ПНР) в 1960—1970-х гг. привело Израиль и сионистское движение к острому конфликту с коммунистическими режимами[15].

В конце 1970-х лидерство в сионизме перешло от социал-демократов к правоконсервативным силам (партия «Ликуд») во главе с Менахемом Бегином. Израиль активно включился в глобальную «холодную войну». Однако израильское участие в антикоммунистическом противостоянии 1980-х осложнялось сближением администрации Рейгана с политическим исламом и заметными антисемитскими мотивами в идеологии крайне правых.
- Парадоксально, но заметной силой в противостоянии марксизму-ленинизму и «реальному социализму» в 1970—1980-х гг. являлся еврокоммунизм. Крупнейшие компартии Западной Европы — Итальянская КП и КП Испании, их лидеры Энрико Берлингуэр и Сантьяго Каррильо регулярно конфликтовали с КПСС. Они осудили советские интервенции в Чехословакии (Операция «Дунай» 1968 г.) и Афганистане (Афганская война (1979—1989)), введение военного положения в Польше в 1981 году. Еврокоммунизм противопоставлял тоталитарным принципам «реального социализма» умозрительные концепции сохранения демократических порядков при реализации социально-экономических положений марксизма. К «еврокоммунистическому» направлению в целом относилось и движение «Пражской весны» в Чехословакии 1968 года.

Рабочий класс может и должен осуществлять свою историческую миссию в демократической и плюралистической системе.

Энрико Берлингуэр, национальный секретарь Итальянской коммунистической партии

Испанский социализм будет идти с серпом и молотом в одной руке и крестом в другой.

Сантьяго Каррильо, генеральный секретарь Коммунистической партии Испании

- Отмечается особая категория антикоммунистов — бывшие коммунистические активисты, порвавшие с компартиями. Часто они присоединяются к крайне правым силам и отличаются особо яростным антикоммунизмом. Среди исторических примеров — Пак Чжон Хи во главе Южной Кореи, Жак Дорио (бывший член политбюро Французской компартии) во главе ППФ, Йожеф Дудаш в Венгерском восстании 1956 года, Борис Ельцин в России, отчасти Бин Акао в японском ультраправом экстремизме.

Иногда эти влияния сочетались: например, в риторике Рейгана объединялась либеральная идеология с христианско-консервативной.
Антикоммунизм также являлся официальной идеологией «Западного блока» в эпоху холодной войны. В этот период коммунистическая идеология ассоциировалась прежде всего с одной из двух сверхдержав — СССР (хотя далеко не все коммунисты и марксисты мира поддерживали современную им идеологию Советского Союза), а антикоммунизм, соответственно, с антисоветизмом.
Внутри западного блока времён холодной войны жёсткий антикоммунизм, в свою очередь, противостоял силам, считавшим возможными мирное сосуществование с социалистическими государствами и конвергенцию систем. Крупными идеологами антикоммунизма в 1980-е годы были президент США Рональд Рейган (см. также доктрина Рейгана) и премьер-министр Великобритании Маргарет Тэтчер.
Программа КПСС (1961) утверждала, что основным содержанием антикоммунизма является «…клевета на социалистический строй, фальсификация политических целей коммунистических партий, учения марксизма-ленинизма».
После крушения коммунистических режимов в СССР и Восточной Европе в 1989—1991 годах и дрейфа большинства коммунистических партий Европы в сторону социал-демократии антикоммунизм как политическая доктрина в значительной степени, хотя и не полностью, утратил актуальность.

## Историческая практика антикоммунизма в XIX и XX веке
Six Clemens приводит пример подавления Парижской коммуны 1871 года среди списка основных антикоммунистических преследований.
Коммунистическое движение столкнулось с оппозицией с момента своего основания в Европе в конце XIX века. Противодействие иногда было жестоким, и в течение XX века массовые убийства коммунистов совершались в больших масштабах.
Six Clemens приводит пример Первой русской революции 1905—1907 года среди списка основных антикоммунистических преследований.

### Межвоенный период (1918—1939)
- В 1918—1920 годах по Европе прокатилась череда гражданских войн. Противодействие коммунистическим партиям оказывали российское Белое движение и зелёные повстанцы (1918—1920), финские белые (1918), социал-демократы и фрайкоры в Германии (1919), противники Венгерской и Баварской советских республик (1919).
- Six Clemens приводит пример Болгарии 1923 года среди списка основных антикоммунистических преследований[18]. В 1920-е годы правительство Королевства Болгарии использовало неудавшееся покушение на царя Бориса III как предлог для начала массовой охоты на левых, как коммунистов, так и членов Аграрного союза, которые продолжали поддерживать свергнутого премьер-министра Александра Стамболийского после болгарской революции 1923 года.
- Коммунистическое движение в Италии начала 1920-х годов было жёстко подавлено фашистской партией и режимом Бенито Муссолини.
- Six Clemens приводит пример Германии 1933—1945 годов среди списка основных антикоммунистических преследований[18]. К физическому уничтожению членов компартий в Германии и на территориях, оккупированных войсками нацистской Германии, стремились национал-социалистическая партия и режим Адольфа Гитлера в 1933—1945 годах. Коллаборационизм во Второй мировой войне часто обосновывался именно антикоммунизмом. В то же время некоторые антикоммунистические движения одновременно противостояли и германскому нацизму — например, польская Армия Крайова.
- Разгром коммунистической партии стал одним из итогов гражданской войны в Испании 1936—1939 годов.

### Послевоенный период (1945—1991)

#### Европа
- Гражданская война в Греции 1944—1949 годов закончилась победой монархистов над коммунистами. Six Clemens приводит гражданскую войну в Греции в 1943—1949 годах среди списка основных антикоммунистических преследований[18]. За разоружением движения сопротивления EAM-ELAS, в котором доминировали коммунисты, после заключения Варкизского договора (февраль 1945) последовал период политических и правовых репрессий против левых со стороны Королевства Греции[19]. Позиция правительства способствовала созданию в общей сложности 230 правых военизированных банд, которые в июле 1945 года насчитывали от 10 до 18 тысяч членов. Эскадроны смерти правого крыла участвовали в организованном преследовании греческих левых, известном как Белый террор[20]. В период между Варкизским мирным договором и выборами 1946 года правые террористические отряды совершили 1289 убийств и 150 похищений; 6 680 человек были ранены, 32 632 подвергнуты пыткам, 84 939 арестованы и 173 женщины были обриты налысо. После победы Объединённого объединения националистов 1 апреля 1946 г. и до 1 мая того же года 116 левых были убиты, 31 ранены и 114 подвергнуты пыткам[21].
- Ультраправые организации Западной Европы в 1960-х и 1970-х осуществляли «стратегию напряжённости» — комплекс террористических атак. Образовался интернационал неофашистов, прежде всего итальянских, испанских и французских[22]. Особый размах принял неофашистский террор в Италии[23][24]. Центральной фигурой интернациональной структуры являлся Стефано Делле Кьяйе[25][26]. Были установлены связи и практическое сотрудничество европейских неофашистов с латиноамериканскими правыми диктатурами[27]. Акции осуществлялись во взаимодействии со структурами НАТО в рамках операции «Гладио» (Западная Европа) и с ЦРУ в рамках операции «Кондор» (Латинская Америка).

Жертвами неофашистских терактов становились представители либеральных властей, деятели леволиберального направления. Однако изначальной мотивацией был антикоммунизм. Система «Гладио» формировалась как вооружённое подполье на случай нападения СССР на западноевропейские страны. Кроме того, неофашисты оказывали сопротивление компартиям, влиятельным в Италии, Испании и Франции 1970-х. (При том что первые две занимали «еврокоммунистические» позиции, тогда как маоистская версия коммунизма даже пользовалась некоторой популярностью в неофашистских кругах.)

В прошлой войне мы объединились с коммунистами, чтобы бить фашистов. В будущей войне мы объединимся с фашистами, чтобы разгромить коммунистов.

Джеймс Кэри, секретарь Конгресса производственных профсоюзов

- В странах Восточной Европы с середины 1940-х по конец 1950-х антикоммунистические силы оказывали сопротивление режимам, установившимся в результате Второй мировой войны. Наиболее активная вооружённая борьба велась в Польше (Армия Крайова, «Проклятые солдаты»), Румынии (партизанские группы), Болгарии (Горянское движение), Албании (Балли Комбетар, Национальный комитет «Свободная Албания», Группа Мустафы), Чехословакии (Чёрный лев 777, Гостинские горы). При всех идеологических различиях эти движения объединяли антикоммунизм и антисоветизм.

Антикоммунистические настроения восточноевропейцев периодически принимали форму массовых волнений и прямых восстаний. Наиболее крупными выступлениями были:
в НРА — Кельмендское восстание, Восстание Коплику 1945 года, Пострибское восстание 1946 года, акции Горного комитета в Мирдите 1945—1950 годов, Восстание Жапокики 1948 года, акция подполья в Тиране 1951 года,
- в ГДР — Берлинское восстание 1953 года,
- в НРБ — Пловдивское восстание 1953 года
- в ЧССР — Пльзеньское восстание 1953 года
- в ВНР — восстание 1956 года,
- в ПНР — Познанское восстание 1956 года, студенческие беспорядки и интеллигентская фронда 1967—1968 годов, рабочие протесты 1976 года, забастовочное движение на Балтийском побережье 1970—1971 годов,
- в СРР — шахтёрская забастовка в долине Жиу 1977 года[28], рабочий бунт в Брашове 1987 года.

Эти движения подавлялись властями с применением вооружённой силы, однако вынуждали к экономическим уступкам и социальному маневрированию.
Самым мощным антикоммунистическим движением в Восточной Европе было польское профобъединение «Солидарность» 1980-х годов. Массовая забастовочная активность была подавлена в декабре 1981 года введением военного положения, однако подпольная борьба продолжалась до весны 1988 года. Летом 1989 года «Солидарность» нанесла сокрушительное поражение ПОРП даже на контролируемых властями выборах, а осенью фактически пришла к власти.
Антикоммунистические настроения в ГДР, Чехословакии, Болгарии, Албании в 1970—1980-х гг. пребывали в латентной форме, но мощно проявились в ходе восточноевропейских революций 1989 года. Особенно жёсткие силовые формы они приняли в Румынии декабря 1989 года и отчасти в Албании 1990—1991 годов.

#### Северная Америка

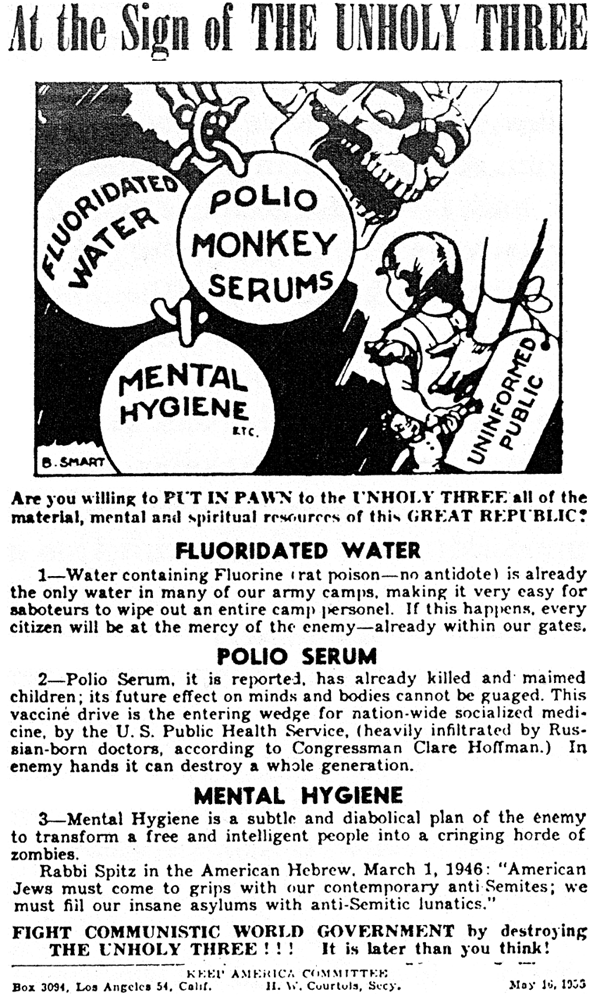
Флаер, выпущенный в мае 1955 года в США Комитетом «Сохраним Америку», призывающий «бороться с коммунистическим мировым правительством», выступая против программ общественного здравоохранения

- Маккартизм — обострение антикоммунистических настроений и политическими репрессиями против «антиамерикански настроенных» граждан в США с конца 1940-х по 1957 год. В дальнейшем антикоммунистическая пропаганда поддерживается в СМИ и кинопродукцией Голливуда.

#### Азия
- Предотвратить приход к власти компартии Китая пыталась националистическая партия Гоминьдан. Китайская гражданская война 1946—1949 годов закончилась победой КПК, однако гоминьдановцы удержали остров Тайвань, на котором провозгласили Китайскую Республику, политика которой характеризуется жёстким антикоммунизмом.
- Корейская война 1950—1953 годов явилась масштабной пробой сил между разными политическими системами. Ким Ир Сен при поддержке СССР и КНР не смог завоевать Юг; Южная Корея при поддержке 16 союзников во главе с США не смогла свергнуть северокорейский режим (заметную роль в войне сыграла партизанское соединение северокорейских антикоммунистов). В итоге Республика Корея стала одним из центров мирового антикоммунизма, а в КНДР на десятилетия утвердилась власть ортодоксальной компартии ТПК.

Северокорейские вожди — самые бесчеловечные люди на Земле.

Чон Ду Хван, президент Республики Корея (Южная Корея) в 1980—1988 гг.

- Столкновением аналогичного характера была Вьетнамская война. Демократическая Республика Вьетнам и южновьетнамские коммунисты одержали победу над антикоммунистической «американо-сайгонской» коалицией. Вьетнам был объединён под властью КПВ. Одним из последствий стала массовая эмиграция из Вьетнама.

Не слушайте, что говорят коммунисты. Смотрите, что они творят.

Нгуен Ван Тхиеу, президент Республики Вьетнам (Южный Вьетнам) в 1967—1975 гг.

Антикоммунистические политэмигранты во главе с офицерами южновьетнамской армии Хоанг Ко Минем, Ле Хонгом, Дао Ба Ке создали Национальный объединённый фронт освобождения Вьетнама. Политическая база располагалась в США, военная — в Таиланде. Вторжения боевиков с таиландской территории продолжались до 1989, атаки вооружённого подполья отмечались и в 1990-х. С 1982 центром вьетнамской радикальной политэмиграции выступает партия Вьеттан. Диссидентское движение во Вьетнаме — политического, культурного и религиозного характера — действует методами мирного протеста и не является крупномасштабным.
- В 1980-х годах антикоммунистическое повстанчество было развито в Лаосе. Объединённый национальный фронт освобождения генерала Ванг Пао и ELOL Па Као Хэ опирались в основном на хмонгов. Наибольший размах военные действия приобрели в 1990, для подавления повстанцев правительственные войска использовали даже авиацию[34].
- Антикоммунистическое движение Камбоджи восходило к республиканским повстанцам Кхмер серей Сон Нгок Тханя. Максимальную активность оно развило в период кампучийско-вьетнамского конфликта 1980-х годов. Республиканский Национальный фронт освобождения кхмерского народа во главе с Сон Санном вошёл в коалицию с монархистами ФУНСИНПЕК и даже с Красными кхмерами — против провьетнамского режима НРК. Вооружённые силы национального освобождения кхмерского народа и Национальная армия сианукистов вели вооружённую борьбу в союзе с полпотовской армией[35].
- Крупнейшую по масштабам антикоммунистическую акцию осуществил в 1965—1966 гг. режим генерала Сухарто в Индонезии. Компартия Индонезии — по численности одна из крупнейших в мире после КП Китая и КПСС — была уничтожена в массовых убийствах 1965—1966 годов. По разным оценкам, погибло от 0,5 млн до 1,5 млн коммунистов и сочувствующих. Основную роль в разгроме КПИ сыграли национальная армия Индонезии под командованием Сухарто и Сарво Эдди, мусульманские военизированные формирования Субхана ЗЭ, католические боевики Йоопа Бека, студенческий союз КАМИ и союз учащихся КАППИ, националистическое движение Молодёжь Панчасила — выступавшие под лозунгами TRITURA.
- 6 октября 1976 года антикоммунистический переворот произошёл в Таиланде. Военные во главе с адмиралом Сангадом Чалорью и правительство Танина Краивичьена начали репрессии в отношении компартии Таиланда — членство в КПТ и приравненных организациях каралось смертной казнью. Таиландская армия осуществила серию спецопераций против коммунистических партизан в труднодоступных районах. Были подавлены также леволиберальные и ультралевые организации, в том числе студенческие. Этому предшествовала масштабная антикоммунистическая активность консервативных движений (Девятая сила), ультраправых организаций (Красные гауры) и крестьянских ополчений (Сельские скауты). Кульминационным моментом стала резня в Таммасатском университете[36]. Six Clemens приводит пример Таиланда 1971—1973 годов среди списка основных антикоммунистических преследований[18]. В 1960-х и 1970-х годах военное правительство Таиланда и его Командование операций по подавлению коммунистов (CSOC) при поддержке Королевской армии Таиланда, Королевской полиции Таиланда и военизированных формирований вели войну против повстанческого движения Коммунистической партии Таиланда. Пик антикоммунистических операций пришелся на период с 1971 по 1973 годы во время правления фельдмаршала Танома Киттикачорна и генерала Прафаса Чарусатиена. По официальным данным, по всей стране было убито около трех тысяч подозреваемых в сотрудничестве с коммунистами[37]. Неофициальные оценки намного выше. Ярким примером репрессий стало убийство так называемого «Красного барабана» или «Красной бочки» в Лам Сае, провинция Пхатталунг, Южный Таиланд, в результате которого погибло более 200 гражданских лиц[37] (по неофициальным данным до 3000)[38][39]. Обвиненных в помощи коммунистам сжигали в красных 200-литровых бочках из-под нефти, иногда после того, как их убили, а иногда сожгли заживо[39]. Инцидент так и не был тщательно расследован, и ни один из виновных не был привлечен к ответственности.[40]. 6 октября 1976 года после народного восстания в октябре 1973 года по меньшей мере 46 левых студентов и активистов, собравшихся в кампусе Бангкокского университета Таммасат и вокруг него, были убиты полицией и правыми военизированными формированиями. Их обвинили в поддержке коммунизма. Массовые убийства последовали за кампанией антикоммунистической пропаганды со стороны правых политиков, средств массовой информации и священнослужителей, примером которой является заявление буддийского монаха Пхра Киттивутто о том, что убийство коммунистов не является грехом[41][42].
- Идеологизированный характер носила война в Афганистане с 1979 по 1992: афганские моджахеды воевали против НДПА и СССР под лозунгами крайнего антикоммунизма.

#### Латинская Америка
Латинская Америка была опустошена многими кровавыми гражданскими войнами и массовыми убийствами в течение 20-го века. Большинство этих конфликтов были политически мотивированы или вращались вокруг политических вопросов, и во время нескольких из них были совершены массовые убийства коммунистов.
- Антикоммунистический характер имели правые военные диктатуры в Латинской Америке 1970—1980-х годов. Наибольшее историческое значение приобрела в этом ряду Военная диктатура в Чили 1973—1990 во главе с Аугусто Пиночетом.

Наша родина восстала против международного коммунизма и нанесла ему самое сокрушительное поражение за последние тридцать лет.

Декларация Правительственной хунты Чили, 1974

Латиноамериканские хунты обычно проводили неолиберальный либо компрадорский курс в экономике, утверждали католический традиционализм в идеологии и в целом ориентировались на США во внешней политике (хотя зачастую проводили курс гораздо более правый, чем американские администрации, и вступали с ними в конфликты). Таковы были режимы Альфредо Стресснер (Парагвай), Уго Бансера (Боливия), аргентинской хунты, Хуана Бордаберри (Уругвай).

Видела не убийца. Убийцей был Че Гевара. А Видела защищал страну от террористических атак.

Хосе Альфредо Мартинес де Ос, министр экономики Аргентины в 1970-х

Особняком в этом ряду стояли военные режимы в Парагвае (Альфредо Стресснер), Боливии (Луис Гарсиа Меса) и Гватемале (Эфраин Риос Монтт) начала 1980-х. Парагвайский стронизм и боливийский гарсиамесизм соединяли крайний антикоммунизм с криминальным популизмом, гватемальский риосмонттизм — с протестантским фундаментализмом и своеобразным «латинским народничеством».
- Другой формой силовой антикоммунистической борьбы в Латинской Америке являлись парамилитарные структуры — «эскадроны смерти»:
  - Антикоммунистический альянс Аргентины (Хосе Лопес Рега, Родольфо Эдуардо Альмирон)
  - партийные милиции Колорадо в Парагвае (Пастор Коронель, Рамон Акино)
  - уругвайская Националистическая вооружённая оборона (Мигель София Абелейра)
  - гватемальская Mano Blanca при MLN (Марио Сандоваль Аларкон Лионель Сисньега Отеро)
  - сальвадорские организации ORDEN, UGB, силовые подразделения партии ARENA (Роберто д’Обюссон)
  - чилийская Родина и свобода (Пабло Родригес, Роберто Тиеме)
  - Секретная антикоммунистическая армия (Херман Чупина Бараона, Хосе Альберто Медрано)
  - в более поздний период Объединённые силы самообороны Колумбии (Карлос Кастаньо Хиль)
  - к этой категории примыкали мексиканские Tecos (Антонио Леаньо, Раймундо Герреро, Хорхе Прието Лауренс)
  - особое место в латиноамериканском антикоммунизме занимало кубинское Восстание Эскамбрай (лидеры — Освальдо Рамирес, Томас Сан-Хиль, Чеито Леон) и политические структуры кубинской эмиграции различных идеологических направлений: как правого (Орландо Бош), так и левого (Элой Гутьеррес Менойо).

Преследованиям латиноамериканских хунт и «эскадронов смерти» подвергались не только коммунисты, но и социал-демократы, либералы, иногда даже консерваторы. Однако правые репрессии в Чили, Аргентине, Парагвае, Боливии, Уругвае, Бразилии, Гватемале, Сальвадоре обосновывались именно подавлением коммунистической угрозы.
- Особое значение имели гражданские войны в Никарагуа, в Сальвадоре и в Гватемале. Во всех этих вооружённых конфликтах одна из сторон позиционировалась как антикоммунистическая. В Никарагуа это были контрас, в Сальвадоре и Гватемале — правительства и ультраправые «эскадроны смерти».
- В следующую историческую эпоху — 1990—2000-е годы — латиноамериканский антикоммунизм проявился в Перу и Колумбии. Теперь подавление коммунистических движений осуществляли не военные хунты, а законно избранные президенты — Альберто Фухимори и Альваро Урибе. В Перу подверглись разгрому маоистское «Сендеро Луминосо» и сталинистское Революционное движение Тупак Амару. В Колумбии были нанесены мощные удары по коммунистическим (параллельно — по ультраправым группировкам) ФАРК.
- Six Clemens приводит пример Аргентины 1976—1983 годов среди списка основных антикоммунистических преследований[18]. С 1976 по 1983 год военная диктатура Аргентины, под руководством Хорхе Рафаэля Видела, в период государственного террора организовала арест и казнь от 9 до 30 тысяч гражданских лиц, подозреваемых в коммунизме или других левых симпатиях. Детям жертв иногда давали новую личность и насильно усыновляли в бездетные семьи военных. Привлеченные к ответственности в 2000-х годах виновные в убийствах утверждали, что их действия были необходимой частью «войны против коммунизма»[45]. Эта кампания была частью более широкой антикоммунистической операции под названием «Операция Кондор», которая включала репрессии и убийства тысяч левых диссидентов и предполагаемых коммунистов разведслужбами стран Латинской Америки, которыми руководили спецслужбы режима Пиночета при поддержке США[46][47][48][49].
- Six Clemens приводит пример Сальвадора 1979—1993 годов среди списка основных антикоммунистических преследований[18]. Гражданская война в Сальвадоре (1979—1992) была конфликтом между военным правительством Сальвадора и коалицией пяти левых партизанских организаций, которые были известны под общим названием Фронт национального освобождения Фарабундо Марти (ФНОФМ). Переворот 15 октября 1979 года привел к убийствам как протестующих против переворота, так и протестующих против беспорядков, что стало переломным моментом в гражданской войне[50]. К январю 1980 года левые политические организации объединились в организацию Coordinated Revolutionaries of the Masses (CRM). Через несколько месяцев левые вооруженные группы объединились в Объединённое революционное управление (Unified Revolutionary Directorate, DRU). После слияния с Коммунистической партией в октябре 1980 года переименовано в FMLN. Гражданская война длилась более 12 лет и сопровождалась крайним насилием с обеих сторон. Это также включало преднамеренный террор и нападение на мирных жителей эскадронами смерти, вербовку детей-солдат и другие нарушения прав человека, в основном со стороны военных. Организация Объединённых Наций сообщает, что за время конфликта более 75 000 человек было убито и неизвестное количество людей «исчезло»[51]. Соединенные Штаты внесли свой вклад в конфликт, предоставив большое количество военной помощи правительству Сальвадора во время администраций Картера и Рейгана.

#### Африка
- Выраженно антикоммунистический характер имела вооружённая борьба УНИТА Жонаса Савимби (первоначально также ФНЛА Холдена Роберто) против правительства МПЛА в ангольской гражданской войне — по крайней мере, на этапе 1975—1991 годов. Значение «ангольского участка Холодной войны» было подчёркнуто тем, что именно в ангольской городе Джамбе была проведена международная встреча антикоммунистических партизан — участвовали ангольская УНИТА, Никарагуанские демократические силы, Национальный исламский фронт Афганистана, лаосская ELOL — приветственную телеграмму которой направил Рональд Рейган[52][53].
- В Мозамбике гражданскую войну под антикоммунистическими лозунгами против правительства ФРЕЛИМО вело движение РЕНАМО во главе с Афонсу Длакамой.
- Гражданская война в Эфиопии с обеих сторон велась в основном под коммунистическими лозунгами — режиму ДЕРГ и марксистской Рабочей партии противостояли леворадикальные НФОТ и ЭНРП. Антикоммунистическую позицию в войне представлял консервативный Эфиопский демократический союз, возглавляемый Мангашей Сейюмом.

## Антикоммунизм в СССР
Диссидентское движение в СССР в целом не декларировало антикоммунистической направленности. Однако ряд его деятелей были убеждёнными антикоммунистами. Более всего этим отличались представители патриотического направления — Александр Солженицын, Игорь Шафаревич (РСФСР), Вячеслав Черновол (Украина), Паруйр Айрикян (Армения), Лагле Парек (Эстония), Абульфаз Эльчибей (Азербайджан), Зенон Позняк (Беларусь). В правозащитном диссидентстве жёсткий антикоммунизм характеризовал Владимира Буковского. Кроме того, антикоммунистический характер носила недиссидентская «крамола» — группировки, подобные «Синему знамени» (Ленинград), «Комитету шахтёрской чести» (Шпицберген), на рубеже 1970—1980-х занимавшиеся антисоветской агитацией либо подготовкой терактов.
Мощный подъём антикоммунизма вызвала перестройка в СССР, особенно в 1989—1991 годах. Сначала партия Демократический союз, затем движение Демократическая Россия, Народные фронты Эстонии и Латвии, движение Саюдис в Литве, Народный Рух Украины, Белорусский народный фронт, Народный фронт Молдовы быстро перешли на позиции жёсткого антикоммунизма в идеологии и непримиримого противостояния КПСС в политике. Предельным выражением этой тенденции стало двойное политическое убийство, совершённое в Калуге Владимиром Воронцовым 11 января 1991 года.
С конца 1989 и до лета 1991 года антикоммунистическую направленность приняло шахтёрское забастовочное движение, которое было особенно распространено в Кузбассе, Донбассе и Воркуте. Этому способствовало в основном объективное противостояние с аппаратом КПСС, но также влияние политической оппозиции, а по ряду оценок — «теневой экономики» и криминалитета.
Прогнозы антикоммунистической криминальной фашизации постсоветского пространства в целом не оправдались.

## Антикоммунистические выступления в современном мире

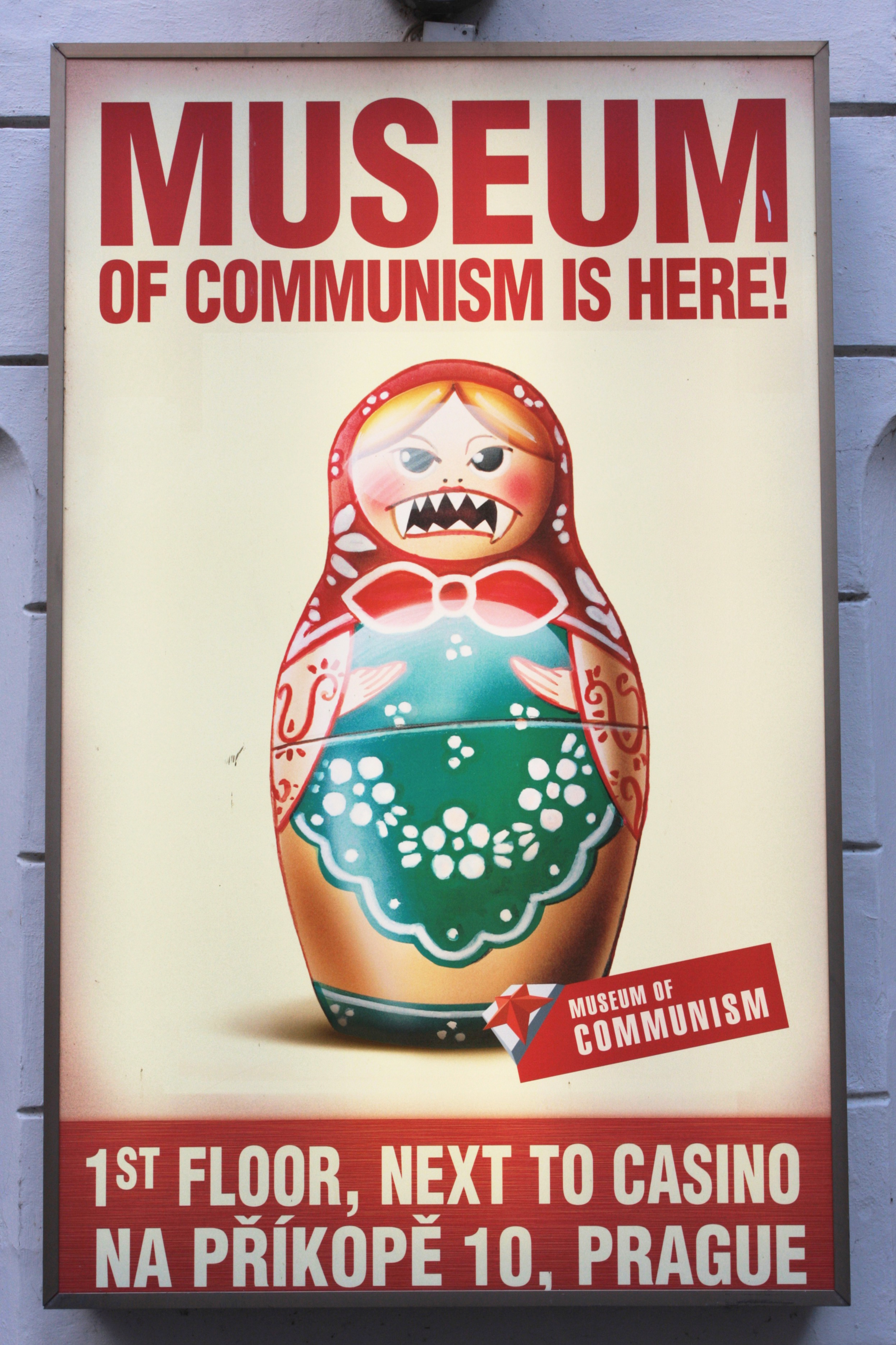
Афиша музея коммунизма в Праге с изображением матрёшки: «Музей коммунизма — это здесь!»

В начале июня 2008 года в Праге на конференции «Совесть Европы и коммунизм» представитель Московского Патриархата и. о. секретаря по взаимоотношениям церкви и общества Отдела внешних церковных связей священник Георгий Рябых призвал нынешние власти России не только на словах, но и на деле осудить коммунистический режим. Лидер КПРФ Геннадий Зюганов заявил, что такой призыв носит провокационный характер и опасен для общества. «Переписывание истории — это недостойное дело, тем более для человека, посвятившего себя служению Богу», — заявил лидер российских коммунистов.
18 июля 2008 года было обнародовано подписанное президентом США Джорджем Бушем «воззвание», призывающее американский народ подтвердить свою приверженность к продвижению демократии и защите свободы во всём мире. Воззвание, в частности, гласило:

В XX веке зло советского коммунизма и гитлеровского нацизма было разгромлено и свобода распространена по всему миру в ходе появления новых демократий.

26 июля 2008 г. Российский МИД в связи с данной фразой воззвания заявил:

Постановка знака равенства между германским нацизмом и советским коммунизмом в заявлении президента США Джорджа Буша оскорбительна для российских участников войны и ветеранов стран антигитлеровской коалиции.

 В начале августа того же года дискуссия была продолжена бывшим премьер-министром Эстонии Мартом Лааром в газете The Wall Street Journal: «<…> Коммунистический террор был в той же категории бесчестия, как и преступления нацистской Германии. В реальности он продолжался дольше, убив значительно больше людей, чем нацизм. Это не делает нацистов лучше коммунистов. Оба воевали против свободы и человеческого достоинства и должны быть осуждены равным образом как разновидности зла XX века».
19 ноября 2008 года президент Украины Виктор Ющенко, открывая в Харьковской области мемориал памяти жертв голода 1932—1933 годов, в частности, сказал: «Мой народ сегодня никого не обвиняет. Мы не обвиняем никакое государство, мы обвиняем коммунистический режим, которого, к счастью, сегодня уже нет. Всё, что делала тогда Коммунистическая партия, было направлено на уничтожение нашей нации».
С осени 2010 года в России действует антикоммунистическая ультраправая группа Блок «ФАКТ» («Фаланга антикоммунистического тарана»). Активистами «Блок ФАКТ» совершён ряд нападений на членов коммунистических организаций в Санкт-Петербурге, был подожжён их автотранспорт, уничтожены либо осквернены советские мемориальные знаки. С весны 2023 года в России действует «Антикоммунистическая Россия»[значимость факта?].
Активны в пропаганде и уличных выступлениях индонезийские организации Антикоммунистический альянс и Антикоммунистический фронт.

## Интернациональные структуры антикоммунизма
Международными антикоммунистическими объединениями второй половины XX века были Антибольшевистский блок народов (АБН), Антикоммунистическая лига народов Азии (АЛНА), Всемирная антикоммунистическая лига (ВАКЛ), Интернационал сопротивления (ИС), Демократический интернационал.
АБН был создан по инициативе ОУН в 1946 году. Блок включал эмигрантские и подпольные группы из государств «реального социализма». Многие структуры АБН происходили от антисоветских и антикоммунистических вооружённых организаций. Во главе АБН стояла чета Стецько.
АЛНА возникла в 1954 году как союз режимов Южной Кореи, Южного Вьетнама, Тайваня, Таиланда и Филиппин — все эти страны были так или иначе вовлечены во Вьетнамскую войну с коммунистическим режимом ДРВ и Вьетконгом.
ВАКЛ учредилась в 1966 году объединением АБН и АЛНА по инициативе Чан Кайши. Впоследствии к Лиге примкнули организации из более чем 100 стран мира. Наибольшую активность в ВАКЛ проявляли южноамериканские правые диктатуры (особенно Парагвая и Аргентины), парамилитарные организации Латинской Америки (особенно Гватемалы, Сальвадора и Мексики), украинские националисты, правительства Тайваня и Южной Кореи, западноевропейские неофашисты (особенно Италии и Испании), ультраправые активисты США.
ИС имел несколько иной генезис: он учредился в 1983 году как объединение диссидентов и диссидентских групп. Его руководителями были советские диссиденты Владимир Буковский и Владимир Максимов, французский армянин, бывший заключённый ГУЛАГа Арман Малумян, кубинский диссидент и бывший политзаключённый Армандо Вальядарес. Методы ИС использовал исключительно ненасильственные, однако развернул масштабную организационную и пропагандистскую работу по всему миру.
Джамбори учредили в середине 1985 года антикоммунистические повстанческие движения Африки, Центральной Америки, Центральной и Юго-Восточной Азии — ангольская УНИТА, правое крыло никарагуанских контрас, проамериканская организация афганских моджахедов, лаосское движение хмонгов. Организационную и финансовую поддержку оказала группа американских правых политиков и бизнесменов. Второе название Демократического Интернационала происходит от города Джамба (Jamboree in Jamba — «Собрание племён в Джамбе») — военной столицы УНИТА, где состоялась учредительная конференция. В это объединение входили организации, ведущие вооружённую партизанскую войну против просоветских режимов и разделяющие идеологию рейганизма, без уклонов вправо (к неофашизму) и влево (к социализму). Наиболее известными деятелями Джамбори были анголец Жонас Савимби, афганец Абдул Рахим Вардак, никарагуанец Адольфо Калеро, американцы Льюис Лерман Оливер Норт, Джек Абрамофф.
АЛНА пережила кризис после поражения Южного Вьетнама в 1975 году, однако преобразовалась в Азиатско-Тихоокеанскую лигу за свободу и демократию и существует теперь под этим названием. ИС прекратил свою деятельность в 1988 году, поскольку перестройка в СССР изменила международное положение. АБН самоупразднился в 1996 году в связи с выполнением поставленных задач. Примерно то же произошло с Джамбори на фоне событий 1989—1991 годов. ВАКЛ переименована во Всемирную лигу за свободу и демократию и значительно снизила активность после краха мировой системы «реального социализма».

## Законодательное осуждение коммунистических режимов и призывы к нему

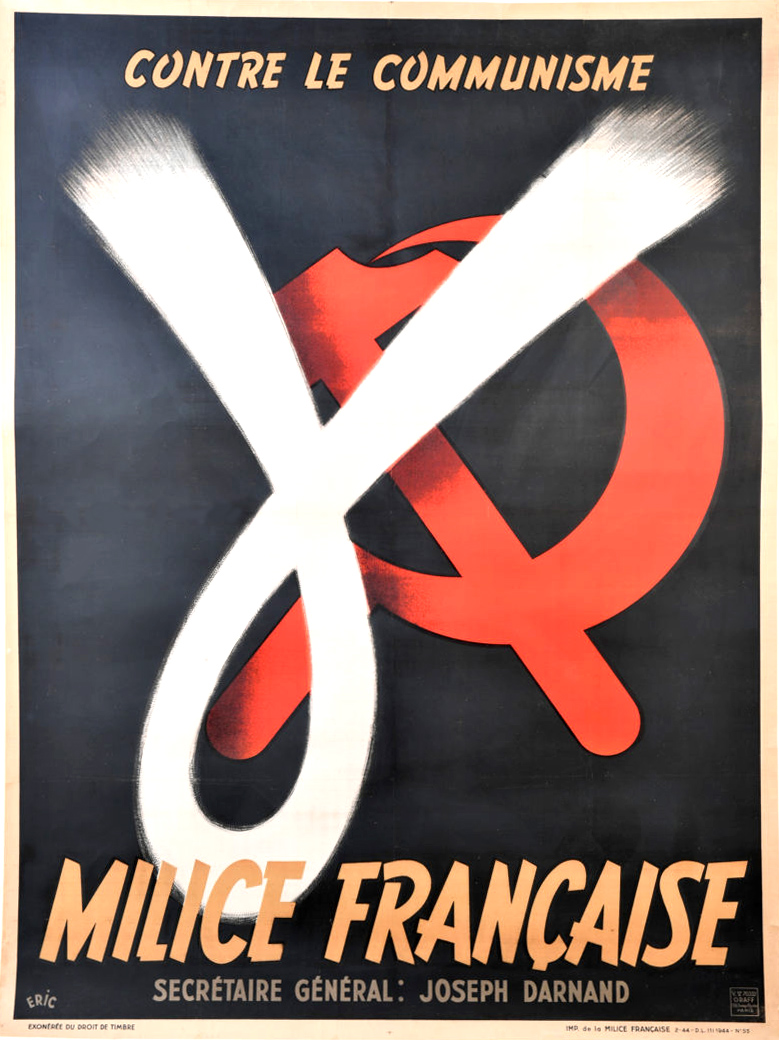
«Против коммунизма. Французская милиция». Плакат вишистских военизированных формирований

Законодательно отсутствует определение, при каких условиях режим в стране можно считать коммунистическим. Тем не менее довольно часто появляются призывы к их осуждению.

### Международными организациями
- 25 января 2006 года Парламентская ассамблея Совета Европы приняла резолюцию «Необходимость международного осуждения преступлений тоталитарных коммунистических режимов» (Резолюция Совета Европы № 1481[75]), которая, по мысли её автора Йорана Линдблада[англ.], депутата Риксдага Швеции от Умеренной коалиционной партии, должна восстановить историческую справедливость, осудив преступления коммунистических режимов точно так же, как в Нюрнберге были осуждены преступления нацизма[76]. Ряд русских антикоммунистических организаций открытым письмом высказал свою поддержку резолюции ПАСЕ[77]. Против резолюции Совета Европы выступили французские левые историки с заявлением: «Совет Европы считает себя вправе навязать в качестве официальной свою фальсифицированную версию Истории, которая затрагивает не только определённый политический и социальный строй, но и часть истории рабочего движения с самого начала его появления»[78]. У религиозных деятелей также возникли возражения. Диакон Андрей Кураев заявил: «Заседание в Страсбурге — это такая новая инквизиция, когда судят определённую идеологическую и философскую систему. Я с ней не согласен, но в данном случае судебный „кляп“ создаст печальный прецедент зон, закрытых для дискуссии»[79].
- В начале июня 2008 года в Праге завершила работу конференция «Совесть Европы и коммунизм», проходившая в здании чешского Сената[80], в результате которой была принята Пражская декларация о европейской совести и коммунизме. Участник конференции экс-президент Чехии Вацлав Гавел заявил, что Европа несёт особую ответственность за нацизм и коммунизм как тоталитарные системы, появившиеся на её территории, а также ответственность за их последствия[80]. Чешский депутат Европарламента Яна Губашкова, обращаясь от имени организаторов конференции, заявила: «Коммунизм можно квалифицировать как преступление против человечности, так как ему присущи злая воля, рабский труд, депортации и убийства по политическим и религиозным мотивам». Участники конференции призвали нынешние власти России не только на словах, но и на деле осудить коммунистический режим[60][61][62][80].
- 25 февраля 2010 года, в ходе международной конференции «Преступления коммунистических режимов», которая была организована правительством Чешской республики, при содействии Института изучения тоталитарных режимов, совместно с учреждениями-партнёрами из рабочей группы «Европейской памяти и совести», была принята Декларация о преступлениях коммунизма. Документ был подписан несколькими известными европейскими политиками, бывшими политическими заключёнными и историками. В тексте декларации содержится призыв к осуждению коммунистических режимов[81].
- 2 апреля 2009 года, с большинством голосов, Европейским парламентом был утверждён Европейский день памяти жертв сталинизма и нацизма.

### Литва
- 17 июня 2008 года сейм Литвы принял законопроект, запрещающий использование нацистской и советской символики. Среди прочих символов под запрет попали: советский гимн, флаги и гербы гитлеровской Германии, Советского Союза и Литовской ССР. Под запрет попали такие символы, как нацистская свастика, советские серп, молот и пятиконечная красная звезда[82].

### Украина
- 22 ноября 2008 года, выступая на международном форуме «Народ мой всегда будет», президент Украины Виктор Ющенко назвал голод на Украине 1932—1933 годов одной из наибольших гуманитарных катастроф в мире и, в частности, сказал: «От имени Украинского государства я призываю все народы объединиться для общего суда над тоталитарным коммунистическим режимом»[83][84].

- 12 января 2010 года Апелляционный суд Киева признал голодомор геноцидом[85][86]. Впоследствии Верховная рада Украины приняла закон, признающий голодомор геноцидом.
- 09 апреля 2015 года Верховная Рада Украины приняла «Закон об осуждении коммунистического и национал-социалистического (нацистского) тоталитарных режимов на Украине и запрете пропаганды их символики»[87]. 16 апреля закон был подписан президентом Порошенко[88].

### Польша
- 28 ноября 2009 года президент Польши Лех Качиньский подписал указ, запрещающий покупку и хранение советской символики[89]. Согласно документу, приобретение и распространение предметов или записей, содержащих советскую символику, может повлечь за собой наказание в виде лишения свободы сроком до двух лет.